# Yiyun Li
Yiyun Li (chiń. 李翊云; pinyin Lǐ Yìyún; ur. 1972 w Pekinie) – chińska pisarka tworząca po angielsku. 

## Życiorys
Urodziła się w 1972 roku w Pekinie. W 1996 roku, po ukończeniu studiów licencjackich na Uniwersytecie Pekińskim, wyjechała do Stanów Zjednoczonych by kontynuować naukę. W 2000 roku ukończyła studia magisterskie w zakresie Immunologii na University of Iowa, a następnie, na tej samej uczelni, ukończyła studia w ramach Iowa Writers’ Workshop, porzucając karierę naukową dla pisarskiej. Zadebiutowała w 2005 roku zbiorem opowiadań pt. A Thousand Years of Good Prayers. Jej twórczość ukazała się na łamach „The New Yorker”, „The Paris Review”, „The Gettysburg Review” i „A Public Space”. Dwa z jej opowiadań zostały zekranizowane przez reżysera Wayne’a Wanga pod tytułami Tysiąc lat żarliwych modlitw i Księżniczka z Nebraski. 
Yiyun Li została wyróżniona licznymi nagrodami, w tym Frank O’Connor International Short Story Award, PEN/Hemingway Award, Guardian First Book Award, Asian American Literary Award for fiction, Benjamin H. Dank Award Amerykańskiej Akademii Sztuki i Literatury czy PEN/Jean Stein Book Award. W 2010 roku otrzymała stypendium MacArthur Fellowship, zaś w 2023 roku jej powieść The Book of Goose została wyróżniona PEN/Faulkner Award. 
Wykłada kreatywne pisanie na Uniwersytecie Princeton. 

## Dzieła
- 2005: A Thousand Years of Good Prayers, wyd. pol.: Tysiąc lat dobrych modlitw. Michał Kłobukowski (tłum.). Wydawnictwo Czarne, 2011. ISBN 978-83-7536-244-2. Brak numerów stron w książce
- 2009: Vagrants, wyd. pol.: Włóczędzy. Michał Kłobukowski (tłum.). Wydawnictwo Czarne, 2010. ISBN 978-83-7536-213-8. Brak numerów stron w książce
- 2010: Gold Boy, Emerald Girl, wyd. pol.: Złoty chłopak, szmaragdowa dziewczyna. Michał Kłobukowski (tłum.). Wydawnictwo Czarne, 2016. ISBN 978-83-8049-317-9. Brak numerów stron w książce
- 2014: Kinder than Solitude, wyd. pol.: Łaskawszy niż samotność. Michał Kłobukowski (tłum.). Wydawnictwo Czarne, 2015. ISBN 978-83-8049-144-1. Brak numerów stron w książce
- 2017: Dear Friend, from My Life I Write to You in Your Life (wspomnienia)[4]
- 2019: Where Reasons End[4]
- 2020: Must I go[8], wyd. pol.: Czy muszę odchodzić?. Dobromiła Jankowska (tłum.). Wydawnictwo Pauza, 2023. ISBN 978-83-966654-9-2. Brak numerów stron w książce
- 2022: The Book of Goose[9]